# Simeón el Estilita
San Simón o Simeón el Estilita o simplemente Simón Estilita (Sisan, Cilicia, c. 390 – Alepo, Siria, 27 de septiembre de 459), también conocido como Simeón Estilita el Viejo (para diferenciarlo de Simeón Estilita el Joven, Simeón Estilita III y Simeón el Estilita de Lesbos), fue un santo asceta cristiano que nació en Cilicia a finales del siglo IV. Su fama radica en el hecho de haber elegido como penitencia el pasar 37 años en una pequeña plataforma sobre una columna (del griego στῦλος stílos; de ahí su sobrenombre) cerca de Alepo, Siria. Es conocido como uno de los Padres del Desierto.
Nacido en Sivar,  al norte de Siria, vivió su infancia como pastor. A los 15 años ingresó en un monasterio, donde aprendió de memoria los 150 salmos de la Biblia, rezándolos cada semana, 21 cada día.
Se le considera el inventor del cilicio. Fue expulsado de un monasterio por su rigor absoluto, así que decidió ir al desierto para vivir en continua penitencia; allí, después de vivir en una cisterna seca y en una cueva y a causa de la continua molestia que le suponían las muchas gentes que venían a visitarle, apartándole de la vida contemplativa y la oración y acercándole a la tentación, decidió que le construyeran una columna de tres metros de altura, luego una de siete y por último pasó a una de 17 metros para vivir subido en ella y alejarse del tráfago humano. Sobre esta columna pasó sus últimos 37 años de vida, por lo que se ganó el sobrenombre de «el Estilita». Murió en el año 459. Su festividad se conmemora el 5 de enero.